# Бобренята (Мозырский район)
Бобренята (бел. Бабраняты) — деревня в Козенском сельсовете Мозырского района Гомельской области Республики Беларусь.
На территории ландшафтного заказника Мозырские Яры. Между деревней и Мозырем высшая в районе точка (220 м над уровнем моря).

## География

### Расположение
В 3 км на юг от Мозыря, недалеко от горнолыжного комплекса, 5 км от железнодорожной станции Козенки (на линии Калинковичи — Овруч), 140 км от Гомеля.

## Транспортная сеть
Транспортные связи по просёлочной и далее автодорогам, которые отходят от Мозыря. Планировка состоит из 2 параллельных между собой улиц, ориентированных с юго-востока на северо-запад, которые пересекаются 2 короткими улицами. Застройка двусторонняя, преимущественно деревянная, усадебного типа. Часть деревни занимает новая кирпичная застройка для переселенцев из загрязнённых радиацией мест после катастрофы на Чернобыльской АЭС 1986 года.

## История
По письменным источникам известна с XIX века как хутор в Мозырском уезде Минской губернии. В 1879 году обозначена как селение в Мозырском церковном приходе. С 1910 года действовала школа, которая размещалась в наёмном крестьянском доме.
Со 2 января 1925 года до 16 июля 1954 года центр Бобренятского сельсовета Слободского, с 4 августа 1927 года Калинковичского, с 27 сентября 1930 года Мозырского районов Мозырского (с 26 июля 1930 года и с 21 июня 1935 года до 20 февраля 1938 года) округа, с 20 февраля 1938 года Полесской, с 8 января 1934 года Гомельской областей.
В 1930 году организован колхоз имени М. И. Калинина, работала кузница. Действовала начальная школа (в 1935 году 93 ученика). Во время Великой Отечественной войны 28 жителей погибли на фронте. Согласно переписи 1959 года центр колхоза имени М. И. Калинина[что?]. Функционируют 9-летняя школа, Дом культуры, библиотека, фельдшерско-акушерский пункт, детские ясли-сад, отделение связи, магазин.

## Население

### Численность
- 2004 год — 126 хозяйств, 347 жителей.

### Динамика
- 1897 год — 25 дворов, 159 жителей (согласно переписи).
- 1925 год — 52 двора.
- 1959 год — 327 жителей (согласно переписи).
- 2004 год — 126 хозяйств, 347 жителей.